# Zonophryxus trilobus
Zonophryxus trilobus là một loài chân đều trong họ Dajidae. Loài này được Richardson miêu tả khoa học năm 1910.